# Moment siły

Zależności między siłą momentem siły pędem oraz momentem pędu

Moment siły (moment obrotowy) - w ruchu obrotowym jest odpowiednikiem siły dla ruchu liniowego. Zwyczajowo oznaczany literą M lub T (z ang. Torque) – iloczyn wektorowy promienia wodzącego {\displaystyle {\vec {r}},} o początku w punkcie O (znajdującym się na wirtualnej osi obrotu) i końcu w punkcie działania siły {\displaystyle {\vec {F}}}:
{\displaystyle {\vec {M}}_{o}={\vec {r}}\times {\vec {F}}}
Wektor momentu siły jest wektorem osiowym (pseudowektorem), zaczepiony jest w punkcie O, a jego kierunek jest prostopadły do kierunku płaszczyzny wyznaczonej przez wektor {\displaystyle {\vec {F}}} i promień wodzący {\displaystyle {\vec {r}}.}
Określa się także moment siły względem osi, jest on równy rzutowi wektora momentu siły na tę prostą.
Współrzędne {\displaystyle M_{x},M_{y},M_{z}} wektora {\displaystyle {\vec {M}}_{o}} nazywają się momentami siły względem odpowiednich osi {\displaystyle x,y,z.}
Jednostką momentu siły jest niutonometr [Nm]. Jednostka ta jest zdefiniowana analogicznie jak dżul, czyli jednostka energii. Aby unikać nieporozumień, nie nazywa się niutonometra dżulem.

## Warunki statyki dla ruchu obrotowego
Bryła sztywna pozostaje w spoczynku gdy:
- Suma wektorów wszystkich sił zewnętrznych działających na bryłę równa jest 0,
- Suma wektorów wszystkich zewnętrznych momentów sił (liczonych względem dowolnej wspólnej osi) działających na bryłę równa jest 0.

## Moment obrotowy dla punktu

Cząstka znajduje się w odległości r od jej osi obrotu. W chwili zadziałania siły F na cząstkę, tylko składowa prostopadła F_{⊥} generuje moment obrotowy. Taki wektorowy moment siły τ = r × F uzyskuje wartość τr'F_{⊥}r'Fθ i jest skierowany do czytelnika (zgodnie z zasadą prawej dłoni)

W fizyce teoretycznej i edukacji często rozpatrywane są zagadnienia dynamiki punktów, gdzie ich kształt i wielkość mogą być zaniedbane. W teoretycznym przypadku masy obiektu skupionej w punkcie, równania wektorowe zamienia się na równania skalarne w postaci:
{\displaystyle M_{o}=r\times F}
Gdzie: r - ramię działania siły, F - wartość składowej prostopadłej siły.

## Moment obrotowy dla bryły i wielu punktów
W przypadku rozpatrywania bryły sztywnej, której masa rozłożona jest na pewnej objętości i może ona przyjmować dowolny kształt lub w wypadku analizy wzajemnie powiązanej chmury punktów o masach skupionych niezbędne jest uwzględnienie właśnie tych wzajemnych właściwości wewnętrznych obiektu.
II zasada dynamiki Newtona dla ruchu obrotowego przyjmuje wtedy postać:
{\displaystyle {\vec {M}}={\mathbf {I}}\times {\vec {\varepsilon }}}
Gdzie: {\displaystyle {\mathbf {I}}} - macierz momentu bezwładności w 3 wymiarach względem osi obrotu, {\displaystyle {\vec {\varepsilon }}} - przyspieszenie kątowe względem osi obrotu.
Wynikiem takiej operacji na macierzach jest macierz momentów siły dla poszczególnych rozpatrywanych wymiarów. Z punktu widzenia mechaniki teoretycznej pożądane jest zwykle by układy pracowały momentem siły względem osi głównych. Zapewnia to stabilną pracę i optimum energetyczne.

## Przykład działania momentu siły
W przypadku dźwigni dwustronnej o nierównych ramionach pozostanie ona w równowadze, gdy wartości momentów sił przyłożone do obu ramion będą równe, a ściślej, gdy suma wektorów momentów będzie równa zeru:
{\displaystyle {\vec {r}}_{1}\times {\vec {F}}_{1}+{\vec {r}}_{2}\times {\vec {F}}_{2}=0.}
W przypadku pokazanym na rysunku, gdy siły {\displaystyle P_{1}} i {\displaystyle P_{2}} są prostopadłe do wektorów {\displaystyle r_{1}} i {\displaystyle r_{2}}
{\displaystyle r_{1}\cdot P_{1}-r_{2}\cdot P_{2}=0.}

## Związek z mocą
Znając moc {\displaystyle P} obracającego się urządzenia i jego prędkość kątową {\displaystyle \omega ,} można wyznaczyć moment siły, ponieważ
{\displaystyle P={\frac {dW}{dt}}={\frac {Fds}{dt}}={\frac {Frd\alpha }{dt}},}
{\displaystyle P=M\omega ,}
gdzie:
{\displaystyle W} – praca,
{\displaystyle r} – ramię przyłożenia siły, mierzone od osi obrotu urządzenia.
W ten sposób można wyznaczyć na przykład moment obrotowy wału.